# Dmitar II. Nikator
Dmitar II. Nikator ("Pobjednik", grč. Δημήτριος Νικάτωρ, Dēmḗtrios Nikátōr) (oko 161. pr. Kr./160. pr. Kr. - okolica Tira, 125. pr. Kr.), kralj sirijske seleukidske države
Po ocu Dmitru I. Soteru pripada dinastiji Seleukida. Mati je Laodika V., helenistička kraljevina iz seleukidske dinastije. Brat je Antioh VII. Sidet 
Za njegovo vrijeme država mu je bilo u raspadu, istovremeno se sučeljavajući s rimskim ingerencijama, partskim napadima i unutarnjim dinastičkim borbama. Vladao u dva navrata. Na prijestolje je zasjeo 146. pr. Kr./145. pr. Kr. Naslijedio je na prijestolju Antioha VI. Vladao je do 140. pr. Kr./139. pr. Kr. Na prijestolju su iza bili Antioh VII. i Diodot Tripon te Seleuk V. U pohodu na Hirkaniju u Partskoj pao je u zarobljeništvo, te je drugi vladao njegovom državom.  Druga Nikatorova vladavina bila je od 129. pr. Kr. Vlast je preuzeo od Antioha VII. Vladao je do 126. pr. Kr./125. pr. Kr. Naslijedio ga je Aleksandar II. Zabina.
Supruga Dmitra II. Nikatora bila je Kleopatra Thea Ptolemejević, kći egipatskog kralja Ptolemeja VI. Filometora i njegove supruge Kleopatre II. S Kleopatrom Theom imao je sinove Seleuka V. i Antioha VIII. i kći Laodiku. Laodika je postala partska kraljica.
Druga supruga bila je Rodoguna Partska, kći kralja Mitridata I. Partskog, koji je vladao od 171. do 138. pr. Kr., i sestra Fraata II. Partskog koji je vladao od 138. pr. Kr. do 127. pr. Kr.
O Dmitru I. Nikatoru znamo iz Prve knjige o Makabejcima i iz knjiga 5 i 16 Povijesti Ateneja Naukratskog.